# Ekaterina Mizoulina
Ekaterina Mikhailovna Mizoulina (en russe : Екатери́на Миха́йловна Мизу́лина) est une personnalité publique russe née le 1er septembre 1984 à Iaroslavl.

## Famille et formation
Sa mère est la femme politique Elena Mizoulina.
Son compagnon est l'auteur-compositeur-interprète Shaman.
Elle a fait des études supérieures pour devenir interprète en mandarin. En 2004, elle a obtenu un diplôme d'histoire de l'art et de langue indonésienne à l'École d'études orientales et africaines de l'Université de Londres, puis en 2010 elle est sortie diplômée de l'Institut des pays d'Asie et d'Afrique. Avant cela, elle avait déjà travaillé comme traductrice de chinois au sein de délégations officielles russes en Chine. Depuis 2015, elle travaille dans le secteur caritatif (notamment à la Fondation Saint-Basile-le-Grand). En 2018, elle est nommée directrice exécutive du Centre national de surveillance pour l'aide aux enfants disparus et victimes de disparition forcée. Elle coordonne un programme de formation des bénévoles impliqués dans la recherche d'enfants disparus.
Elle dirige depuis 2017 la Safe Internet League (en) et est très populaire sur les médias sociaux.
Elle a travaillé à ce que les activités du mouvement public LGBT+ soient reconnues comme extrémistes et leurs activités bannies de Russie. Elle est sous sanctions de l'Union européenne.